# Чемпіонат Німеччини з хокею 1958—1959
Чемпіонат Німеччини з хокею 1959 — 42-ий регулярний чемпіонат Німеччини з хокею, чемпіоном став ХК Фюссен.

## Підсумкова таблиця
| М  | Команда          | І  | Пер | Н | Пор | Ш      | О  |
| -- | ---------------- | -- | --- | - | --- | ------ | -- |
| 1. | ХК Фюссен        | 14 | 12  | 2 | 0   | 107:31 | 26 |
| 2. | Бад Тельц        | 14 | 10  | 0 | 4   | 89:50  | 20 |
| 3. | «Маннхаймер ЕРК» | 14 | 9   | 0 | 5   | 62:49  | 18 |
| 4. | СК Ріссерзеє     | 14 | 7   | 2 | 5   | 89:43  | 16 |
| 5. | Пройзен Крефельд | 14 | 7   | 1 | 6   | 73:75  | 15 |
| 6. | Крефельдер ЕВ    | 14 | 5   | 1 | 8   | 62:59  | 11 |
| 7. | Дюссельдорф ЕГ   | 14 | 2   | 0 | 12  | 42:124 | 4  |
| 8. | СК «Веслінг»     | 14 | 1   | 0 | 13  | 34:117 | 2  |

Скорочення: М = підсумкове місце, І = ігри, Пер = перемоги, Н = нічиї, Пор = поразки, Ш = закинуті та пропущені шайби, О = набрані очки

## Найкращі по лініях

### Бомбардири
| Гравець        | Клуб         | І  | Г  |
| -------------- | ------------ | -- | -- |
| Горст Шульдес  | СК Ріссерзеє | 14 | 25 |
| Макс Пфефферле | ХК Фюссен    | 14 | 18 |
| Ксавер Унзінн  | ХК Фюссен    | 14 | 18 |

### Захисники
| Гравець          | Клуб             | І  | Г  |
| ---------------- | ---------------- | -- | -- |
| Ганс Рампф       | Бад Тельц        | 14 | 12 |
| Бруно Гуттовські | «Маннхаймер ЕРК» | 14 | 6  |
| Отто Шнайтбергер | Бад Тельц        | 14 | 5  |

## Склад чемпіонів
ХК Фюссен:
Вільгельм Бехлер, Карл Фішер, Пауль Амброс, Мартін Бек, Ернст Еггербауер, Еріх Франке, Макс Пфефферле, Маркус Еген, Зігфрід Шуберт, Фріц Клебер, Георг Гуггемос, Ксавер Унзінн, Ернст Траутвайн, Вальтер Крьотц, Оскар Майрханс, Леонард Вайтль, Гельмут Дзангеліні, Ернст Кепф. Тренер: Маркус Еген (граючий тренер).